# Top Gear Italia
Top Gear Italia è stato un programma televisivo, versione italiana del programma britannico Top Gear, che trattava come argomento principale le automobili, in onda dal 22 marzo 2016. La serie, creata tenendo fede al format del programma originale britannico, è presentata da Joe Bastianich, Guido Meda, Davide Valsecchi e The Stig (Michele Bartyan ).

## Storia
Verso la fine di luglio 2015, durante un'intervista a Deejay Chiama Italia, Joe Bastianich ha rivelato che a marzo 2016 avrebbe debuttato su Sky Uno la versione italiana del format BBC, dove egli stesso sarebbe stato impegnato come conduttore principale (alla stregua di Jeremy Clarkson), affiancato dal noto appassionato di motori ed energico giornalista sportivo Guido Meda e da Davide Valsecchi, pilota (ex Lotus) e commentatore per il mondiale F1. Come nella versione Britannica il trio viene affiancato da The Stig.  
Joe ha inoltre ribadito che la versione italiana di Top Gear avrebbe ricalcato appieno il format e lo stile di quella originale, ovvero colmo di ironia e pungente critica. Tali dichiarazioni sono state in seguito accompagnate dalla pubblicazione di tre piccoli video anteprima su Youtube.
Le riprese (nella prima stagione) venivano effettuate nella località di Cerrione. In egual modo alla versione britannica anche Top Gear Italia usa un aeroporto trasformato in pista e si tratta dell'aeroporto di Biella-Cerrione, mentre per le riprese interne si usava un hangar/capannone antistante la pista.

## Segmenti

### Power Laps
Come nella versione britannica anche in questa versione ci sono i Power Laps, una parte del programma durante il quale The Stig in versione italiana completa un giro sulla pista con un'auto appena recensita per compararne le prestazioni rispetto alle altre automobili.
1. 1:32:3 - Pagani Huayra
2. 1:37:5 - BMW i8
3. 1:38:8 - Alfa Romeo 4C Spider
4. 1:39:0 - Audi TTS

### Star in a Reasonably-Priced Car
Come nella versione britannica, anche in questa versione c'è lo Star in a Reasonably-Priced Car, traducibile come "Stella in un'auto a buon mercato": è una parte del programma nel quale gli ospiti completano un giro sulla pista a bordo di un'auto economica; in questo caso l'auto utilizzata è una SEAT Ibiza.
1. 1:55:5 - Cesare Cremonini
2. 1:55:9 - Max Gazzè
3. 2:01:7 - Cristiana Capotondi
4. 2:02:5 - Claudio Bisio
5. 2:04:2 - Alessandro Borghi
6. 2:07:4 - Simone Ruzzo
7. 2:08:9 - Ciro Priello
8. 2:09:1 - Alessandro Roja

## Episodi
| Serie | Serie | Puntate | Prima TV Italia   | Prima TV Italia    | Spettatori prima TV Italia (in milioni) |
| Serie | Serie | Puntate | Prima di stagione | Finale di stagione | Spettatori prima TV Italia (in milioni) |
| ----- | ----- | ------- | ----------------- | ------------------ | --------------------------------------- |
|       | 1     | 6       | 22 marzo 2016     | 26 aprile 2016     | 2,53                                    |

## Sigla
Come nella versione britannica, la sigla di Top Gear Italia è un riarrangiamento del brano "Jessica" degli Allman Brothers Band, contenuto nell'album Brothers and Sisters del 1973.